# Toppskarv
Toppskarv (Gulosus aristotelis) är en fågel som tillhör familjen skarvar. Den förekommer utmed Europas och Nordafrikas kuster, i östra Medelhavet samt i Svarta havet. Från att tidigare ha varit en sällsynt besökare häckar numera arten regelbundet på den svenska västkusten. Globalt minskar den dock i antal men beståndet anses ändå vara livskraftigt.

## Utseende
Toppskarven liknar storskarven men är mindre och klenare byggd. Den har en längd på mellan 68 och 78 centimeter och ett vingspann på mellan 95 och 110 cm. Den har smalare hals och näbb. Huvudformen skiljer sig också från storskarven genom att högsta punkten på hjässan ligger framme i pannan. I adult häckningsdräkt har den en väl synlig fjäderkam på huvudet, vilket gett den dess namn, och dess näbb är mörk förutom vid näbbroten där den är gul. I adult dräkt är den blåsvart, med ett grönaktigt skimmer, och den saknar helt vitt i fjäderdräkten. De juvenila fåglarna är mer rödbruna i fjäderdräkten än unga storskarvar och de har också ljusare fötter. Den har också en ljusgul näbb. Den flygande toppskarven ser mer tjockbukad ut än storskarven.

## Läte
Liksom andra skarvar är toppskarven vanligen tystlåten utanför häckningskolonierna. Där avger båda könen klickande ljud, hanen även stönande "ahrk" i långa serier, ibland uppblandat med strupklickande: "ahrk..ik...ahrk..ik...". Från ungarna hörs gnissliga "weee-ik" och tiggande "weeeu".

## Utbredning och systematik
Fågeln häckar vid klippiga kuster i västra och södra Europa, i sydvästra Asien och Nordafrika. Den delas in i tre distinkta underarter:
- nordlig toppskarv[4] Gulosus aristotelis aristotelis – nominatformen häckar från Island och Norge i norr och söderut till Iberiska halvön
- Gulosus aristotelis riggenbachi (Hartert, 1923) – häckar i Marocko
- Gulosus aristotelis desmarestii (Payraudeau, 1826) – häckar i centrala och östra Medelhavet och vid Svarta havet

### Förekomst i Sverige
Fram till 1990-talets början var toppskarven endast en sällsynt gäst i Sverige, men har därefter börjar regelbundet övervintra utmed svenska västkusten. Från 2004 har den även konstaterats häcka i ytterskärgården i Bohuslän. Idag påträffas den lokalt rätt allmänt från Koster i norr till Hallands Väderö i söder. Den har också, dock mycket sällsynt, noterats i Öresund och Östersjön.

### Skarvarnas släktskap
Skarvarnas taxonomi är omdiskuterad. Traditionellt placeras gruppen i ordningen pelikanfåglar (Pelecaniformes) men de har även placerats i ordningen storkfåglar (Ciconiiformes). Alla tillgängliga data tyder på att skarvarna är nära besläktade med ormhalsfåglarna (Anhingidae) och sulorna (Sulidae) än några andra av dagens fåglar.. Molekulära och morfologiska studier har visat att ordningen pelikanfåglar är parafyletisk.. Skarvarna har därför flyttats till den nya ordningen Suliformes tillsammans med fregattfåglar, sulor och ormhalsfåglar.

### Släktestillhörighet
Toppskarven placeras traditionellt i släktet Phalacrocorax med exempelvis storskarven. En genetisk studie från 2014 studier visar dock att släktet visserligen är monofyletiskt, men består av flera mycket gamla utvecklingslinjer som enligt författarna bör delas upp i flera mindre. De flesta taxonomiska auktoriteter, som tongivande International Ornithological Congress (IOC) och eBird/Clements, har följt dessa rekommendationer, varvid toppskarven placeras som enda art i släktet Gulosus. Enligt studien är toppskarven inte alls nära släkt med storskarven utan är istället systerart till en grupp med svartvita skarvar som förekommer på södra halvklotet, men där även nordamerikanska öronskarven ingår.

## Ekologi
Toppskarven födosöker i havet och till skillnad från storskarven är den mycket ovanlig längre inåt land. Den är en av de skarvarter som dyker allra djupast och dyk på ner till 45 meters djup har observerats. De födosöker främst i den bentiska zonen, det vill säga utmed havsbottnen, och lever av en rad olika typer av fisk men favoritfödan utgörs av tobis. De förflyttar sig långa sträckor mellan platsen för födosök och platsen där de övernattar. Toppskarven står ofta lite för sig själv om den ses på ett skär tillsammans med storskarvar.

### Häckning
Toppskarven häckar utmed kusten på klipphyllor, i klipphålor eller mindre grottor. Boet består av en slarvigt samlad hög med ruttnande sjögräs eller kvistar som cementeras ihop med fågelns egen guano. Häckningssäsongen är lång. Vissa påbörjar den redan i februari medan andra inte förrän i maj eller till och med senare. De lägger vanligtvis tre ägg. När de kläcks är de helt utan dun och därför helt beroende av sina föräldrar för värme, ofta under två månader, innan de är flygga. Fågelungarna blir flygga från första halvan av juni till senare delen av augusti, och i extremfall ända in i mitten av oktober.

## Status och hot
Arten har ett stort utbredningsområde och en stor population, men tros minska i antal, dock inte tillräckligt kraftigt för att den ska betraktas som hotad. Internationella naturvårdsunionen IUCN kategoriserar därför arten som livskraftig (LC). Världspopulationen uppskattas till mellan 230 000 och 240 000 individer.
I Sverige tros beståndet uppgå till 340 häckande individer. I 2020 års rödlista kategoriseras den som sårbar.

## Namn
Toppskarven har fått sitt vetenskapliga artnamn aristotelis efter den grekiska filosofen och naturforskaren Aristoteles (384–322 f.Kr.) vars verk Ton peri ta zoia historion kan anses vara början av den beskrivande zoologin.

## Bildgalleri

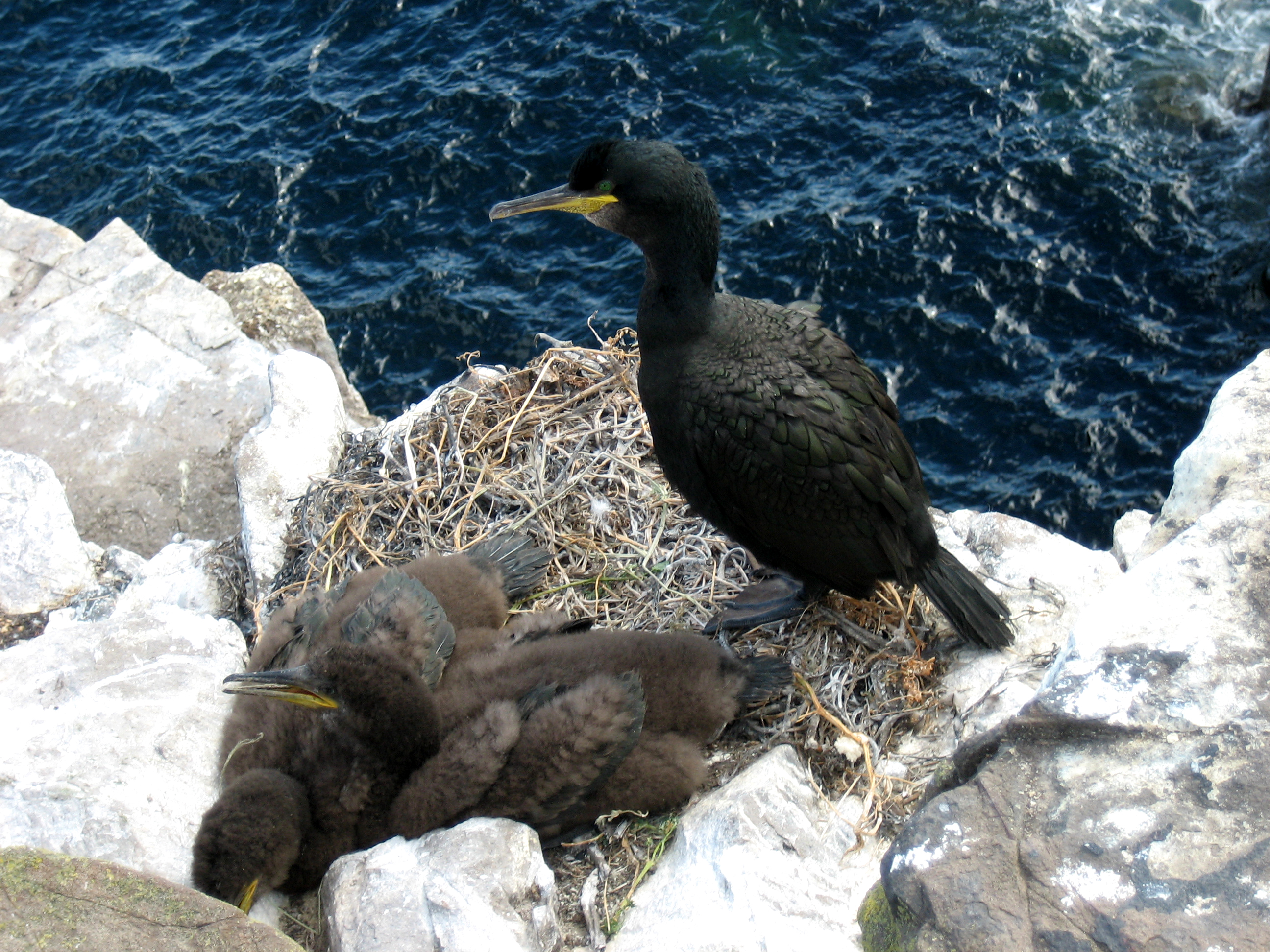
Häckande toppskarv med två ungar.
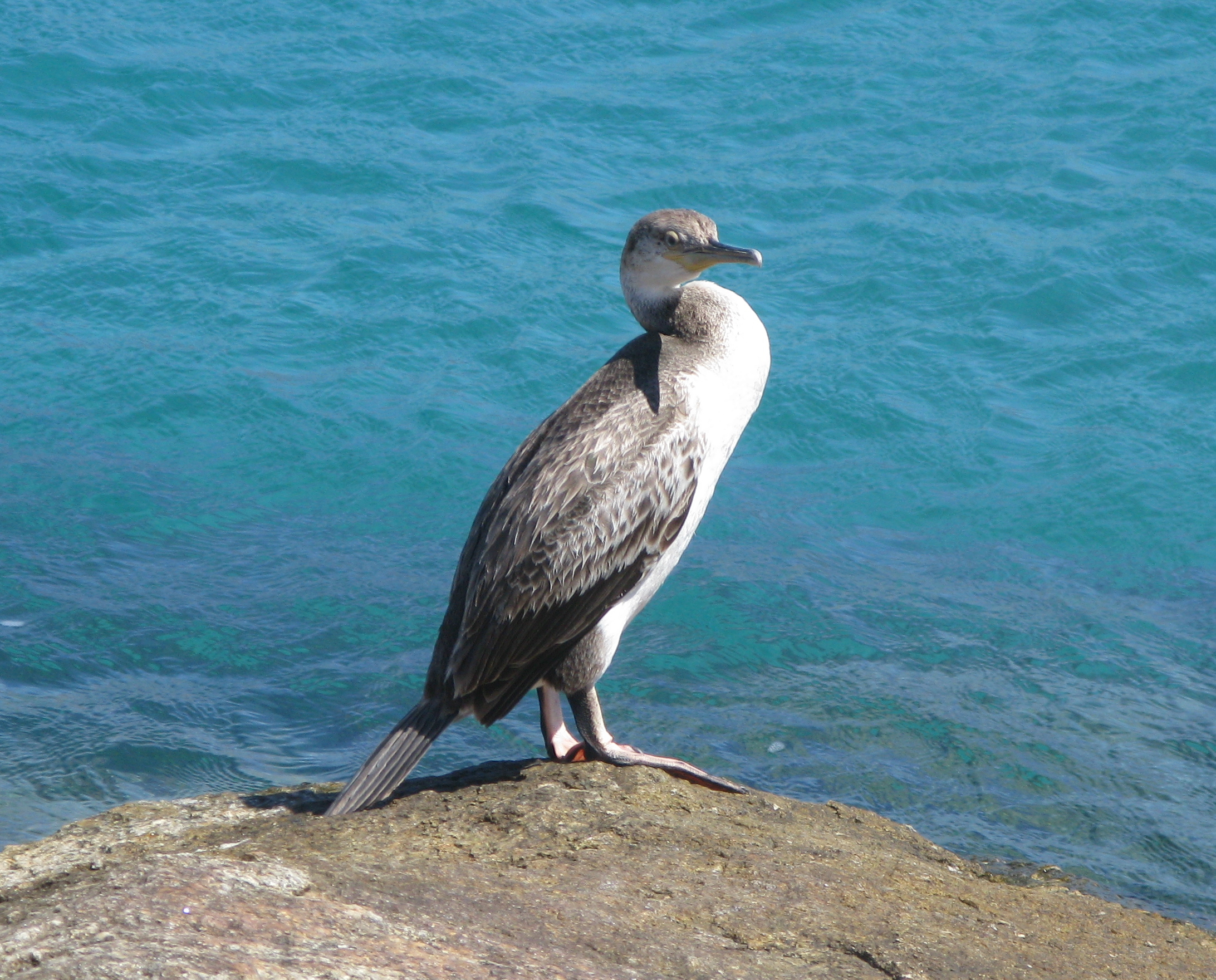
Ungfågel av underarten desmarestii.
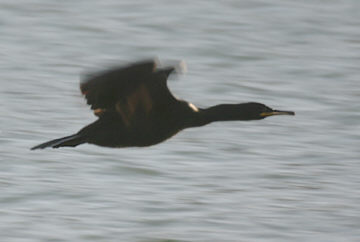
Flygande toppskarv. Notera den "bukiga" profilen
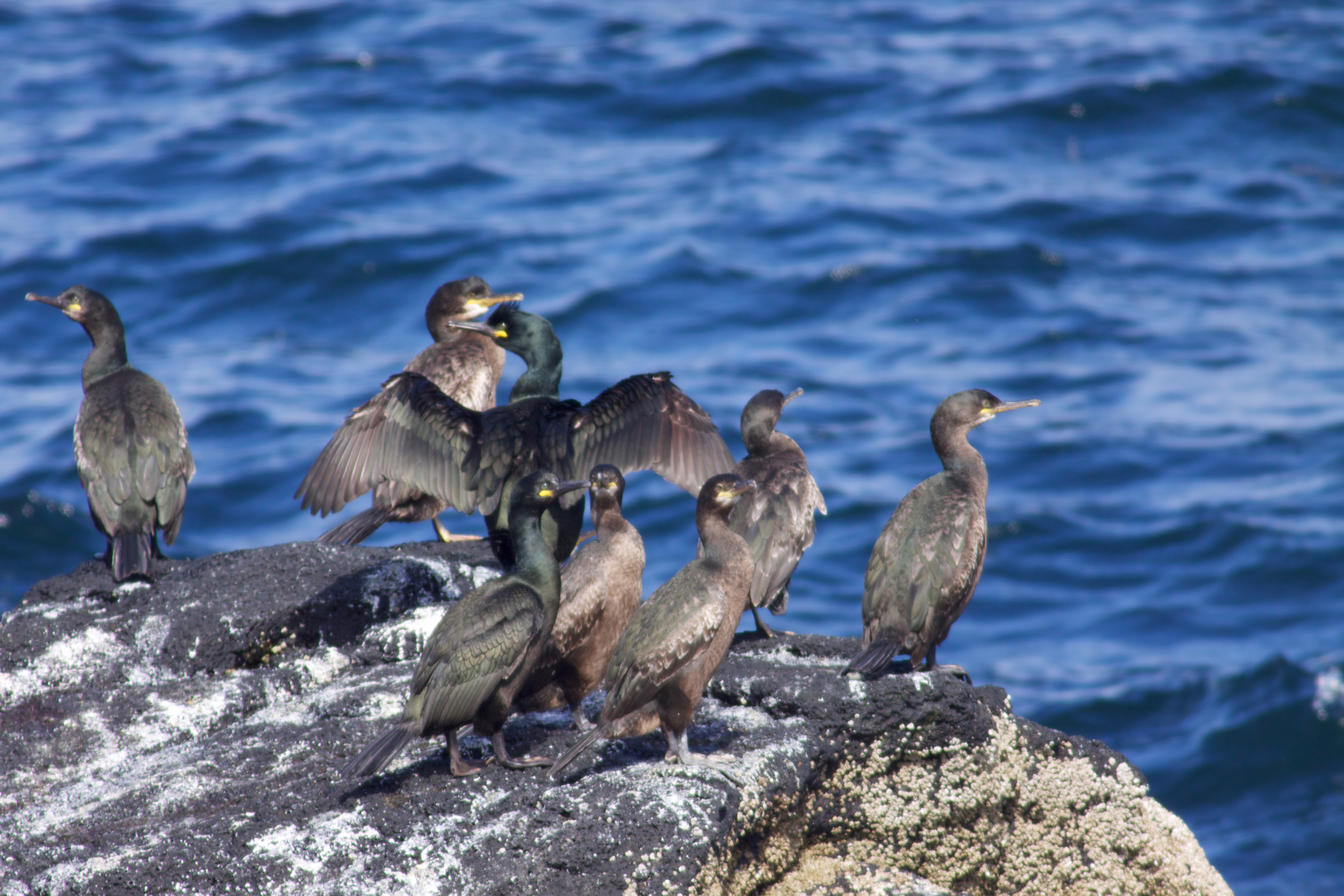
Toppskarvar; varav två i den karakteristiska grönskimrande häckningsdräkten.